# Алтин-Кемер
Алти́н-Кеме́р (каз. Алтын кемер) — село у складі Жетисайського району Туркестанської області Казахстану. Входить до складу Абайського сільського округу.
До 2008 року село називалось Прибережне, а радянські часи — Отділення № 2 совхоза імені Кірова.
Населення — 1032 особи (2021; 1203 у 2009, 1093 у 1999, 956 у 1989).